# Jacob Constantijn Martens van Sevenhoven
Jacob Constantijn Martens van Sevenhoven (Utrecht, 27 augustus 1793 - aldaar, 16 februari 1861) was een Nederlands rechter en politicus.
Martens van Sevenhoven was een zeer conservatieve rechter uit Utrecht, die in 1849 voor de provincie Utrecht in de Eerste Kamer kwam. Hij was de zoon van een gematigde orangist. De familie Martens maakte van 1670 tot 1795 deel uit van de Utrechtse vroedschap. Hij was een tegenstander van de Enquêtewet en de nieuwe Kieswet. Als veel adellijke grootburgers had hij bestuursfuncties op onder meer waterstaatkundig, kerkelijk en wetenschappelijk terrein. Daarnaast was hij lid van enkele cultureel-wetenschappelijke genootschappen. Gedurende één zittingsperiode was hij Kamervoorzitter en daarna nog vijf jaar gewoon lid.
Naast zijn politieke loopbaan schilderde hij landschappen en genrevoorstellingen en maakte hij figuurstudies. Hij leerde het vak van kunstschilder Jan Apeldoorn.
- Biografisch Portaal: 05351390
- Digitale Bibliotheek voor de Nederlandse Letteren: mart038
- International Standard Name Identifier: 0000 0003 9081 4317
- Nederlandse Thesaurus van Auteursnamen: 069925542
- Parlement.com: vg09ll36p2yc
- RKD-Nederlands Instituut voor Kunstgeschiedenis: 52895
- Virtual International Authority File: 284479455
- WorldCat: E39PBJrRdFGGFvhvXBCyMd8Qv3